# Еталвил
Еталвил (фр. Etalleville) насеље је и општина у северној Француској у региону Горња Нормандија, у департману Приморска Сена која припада префектури Руан.
По подацима из 2011. године у општини је живело 452 становника, а густина насељености је износила 127,32 становника/km². Општина се простире на површини од 3,55 km². Налази се на средњој надморској висини од 131 метар (максималној 152 m, а минималној 107 m).

## Демографија
| 1962. | 1968. | 1975. | 1982. | 1990. | 1999. | 2011. |
| ----- | ----- | ----- | ----- | ----- | ----- | ----- |
| 135   | 184   | 234   | 383   | 371   | 364   | 452   |

График промене броја становника у току последњих година